# Listrura
Listrura es un género de peces de la familia Trichomycteridae en el orden de los Siluriformes.

## Especies
Las especies de este género son:
- Listrura boticario
- Listrura camposi
- Listrura costai
- Listrura depinnai
- Listrura nematopteryx
- Listrura picinguabae
- Listrura tetraradiata